# Allonnes (Sarthe)
Allonnes és un municipi francès situat al departament del Sarthe i a la regió de País del Loira. L'any 2007 tenia 11.152 habitants.

## Demografia

### Població
El 2007 la població de fet d'Allonnes era d'11.152 persones. Hi havia 4.564 famílies de les quals 1.586 eren unipersonals (698 homes vivint sols i 888 dones vivint soles), 1.357 parelles sense fills, 1.154 parelles amb fills i 467 famílies monoparentals amb fills.
La població ha evolucionat segons el següent gràfic:
Habitants censats

### Habitatges
El 2007 hi havia 4.908 habitatges, 4.642 eren l'habitatge principal de la família, 18 eren segones residències i 247 estaven desocupats. 1.956 eren cases i 2.846 eren apartaments. Dels 4.642 habitatges principals, 1.896 estaven ocupats pels seus propietaris, 2.715 estaven llogats i ocupats pels llogaters i 31 estaven cedits a títol gratuït; 179 tenien una cambra, 402 en tenien dues, 1.092 en tenien tres, 1.513 en tenien quatre i 1.455 en tenien cinc o més. 2.230 habitatges disposaven pel capbaix d'una plaça de pàrquing. A 2.431 habitatges hi havia un automòbil i a 1.227 n'hi havia dos o més.

### Piràmide de població
La piràmide de població per edats i sexe el 2009 era:
| Homes | Edats   | Dones |
| ----- | ------- | ----- |
| 4     | 95 o +  | 48    |
| 40    | 90 a 94 | 132   |
| 60    | 85 a 89 | 152   |
| 36    | 80 a 84 | 116   |
| 164   | 75 a 79 | 192   |
| 132   | 70 a 74 | 248   |
| 312   | 65 a 69 | 288   |
| 332   | 60 a 64 | 328   |
| 288   | 55 a 59 | 344   |
| 404   | 50 a 54 | 400   |
| 412   | 45 a 49 | 452   |
| 416   | 40 a 44 | 412   |
| 416   | 35 a 39 | 484   |
| 420   | 30 a 34 | 420   |
| 440   | 25 a 29 | 464   |
| 348   | 20 a 24 | 320   |
| 430   | 15 a 19 | 433   |
| 369   | 10 a 14 | 460   |
| 420   | 5 a 9   | 464   |
| 372   | 0 a 4   | 368   |

## Economia
El 2007 la població en edat de treballar era de 7.036 persones, 4.867 eren actives i 2.169 eren inactives. De les 4.867 persones actives 3.982 estaven ocupades (2.107 homes i 1.875 dones) i 885 estaven aturades (422 homes i 463 dones). De les 2.169 persones inactives 704 estaven jubilades, 554 estaven estudiant i 911 estaven classificades com a «altres inactius».

### Ingressos
El 2009 a Allonnes hi havia 4.623 unitats fiscals que integraven 10.859 persones, la mediana anual d'ingressos fiscals per persona era de 14.430 €.

### Activitats econòmiques
Dels 323 establiments que hi havia el 2007, 3 eren d'empreses extractives, 8 d'empreses alimentàries, 5 d'empreses de fabricació de material elèctric, 1 d'una empresa de fabricació d'elements pel transport, 11 d'empreses de fabricació d'altres productes industrials, 39 d'empreses de construcció, 100 d'empreses de comerç i reparació d'automòbils, 15 d'empreses de transport, 19 d'empreses d'hostatgeria i restauració, 4 d'empreses d'informació i comunicació, 12 d'empreses financeres, 18 d'empreses immobiliàries, 36 d'empreses de serveis, 30 d'entitats de l'administració pública i 22 d'empreses classificades com a «altres activitats de serveis».
Dels 83 establiments de servei als particulars que hi havia el 2009, 1 era una oficina de correu, 8 oficines bancàries, 1 funerària, 6 tallers de reparació d'automòbils i de material agrícola, 2 tallers d'inspecció tècnica de vehicles, 2 autoescoles, 5 paletes, 6 guixaires pintors, 3 fusteries, 6 lampisteries, 6 electricistes, 3 empreses de construcció, 8 perruqueries, 2 veterinaris, 1 agència de treball temporal, 13 restaurants, 5 agències immobiliàries, 2 tintoreries i 3 salons de bellesa.
Dels 44 establiments comercials que hi havia el 2009, 1 era un hipermercat, 3 supermercats, 2 grans superfícies de material de bricolatge, 1 una botiga de menys de 120 m², 5 fleques, 5 carnisseries, 2 llibreries, 11 botigues de roba, 3 sabateries, 2 botigues de mobles, 2 botigues de material esportiu, 1 un drogueria, 1 una perfumeria, 2 joieries i 3 floristeries.
L'any 2000 a Allonnes hi havia 21 explotacions agrícoles que ocupaven un total de 516 hectàrees.

## Equipaments sanitaris i escolars
El 2009 hi havia 1 un hospital de tractaments de llarga durada, 2 psiquiàtrics i 6 farmàcies.
El 2009 hi havia 6 escoles maternals i 6 escoles elementals. A Allonnes hi havia 2 col·legis d'educació secundària i 1 liceu d'ensenyament general. Als col·legis d'educació secundària hi havia 780 alumnes i als liceus d'ensenyament general 695.
Allonnes disposava d'un centre de formació no universitària superior de formació sanitària.

## Poblacions més properes
El següent diagrama mostra les poblacions més properes.